# كأس جورجيا 2007–08
كأس جورجيا 2007–08 هو موسم من كأس جورجيا. كان عدد الأندية المشاركة فيه 28، وفاز فيه نادي زستافوني.